# Мишнево (городской округ Клин)
Мишнево — деревня в Клинском районе Московской области, в составе Воронинского сельского поселения. Население — 2 чел. (2010). До 2006 года Мишнево входило в состав Воронинского сельского округа

## Расположение

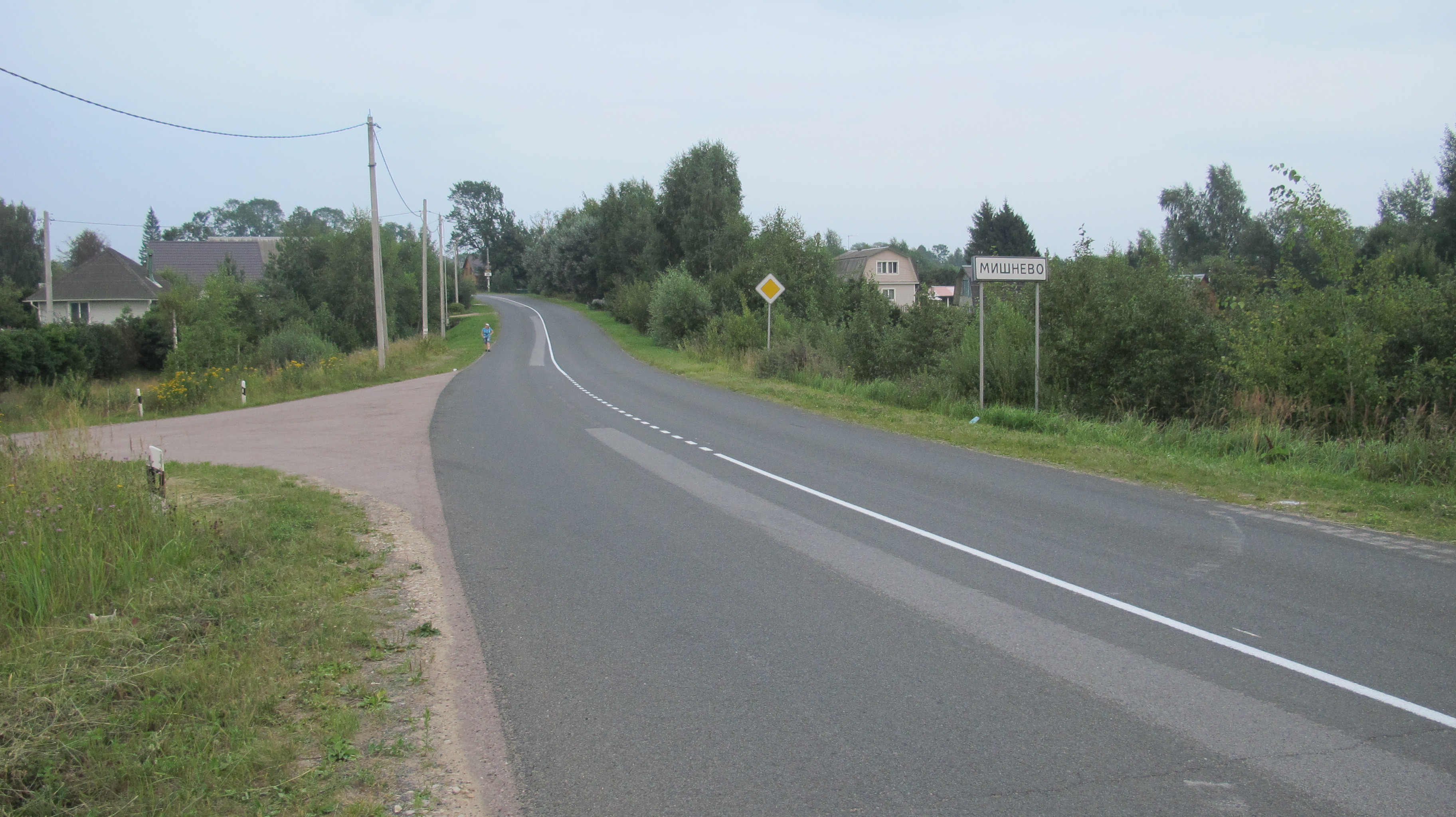
Въез в Мишнево

Деревня расположена в северной части района, примерно в 17 км к северо-востоку от райцентра Клин, на правом берегу реки Лутосня (правый приток Сестры), высота центра над уровнем моря 173 м.
Ближайшие населённые пункты — Чумичево на северо-востоке, Боблово на востоке, Григорьевское на юго-западе и Попелково на юге.

## Население
| 2002 | 2006 | 2010 |
| ---- | ---- | ---- |
| 3    | →3   | ↘2   |